# Damaromyia depressa
Damaromyia depressa är en tvåvingeart som beskrevs av Hardy 1931. Damaromyia depressa ingår i släktet Damaromyia och familjen vapenflugor. Inga underarter finns listade i Catalogue of Life.